# China Hotel
23°8′32.54″N 113°15′19.20″Ø / 23.1423722°N 113.2553333°Ø
China Hotel (simplificeret kinesisk: 中国大酒店; Traditionel: 中國大酒店) er et 5-stjernet hotel i Guangzhou i Guangdong i Kina, tilknyttet hotelkæden Marriott. 
Det blev bygget i 1979 af Hopewell Holdings Ltd (kontrolleret af Sir Gordon Wu) under en ny kontraktsform som er blevet kendt som Build-Operate-Transfer. Dette indebærer at en udenlandsk partner bygger for egen omkostning og betjener det de længe nok til at have fået en pæn fortjeneste, som derefter overføres gratis til en lokal partner.
Det femstjernede hotel med 1.200 rum var da det stod færdigt det største og mest moderne i Fastlandskina. Det ligger i Guangzhous forretningsdistrikt.